# Skeppsholmen
Skeppsholmen ( PRONÚNCIA) é uma ilha na parte central da cidade de Estocolmo, na Suécia. Está situada no fiorde de Saltsjön, e localizada a sul do bairro de Norrmalm, na terra firme, ao qual está ligada por uma ponte. Fica entre a ilha de Stadsholmen (Gamla stan) e a ilha de Djurgården.

Está ligada pela ponte de Skeppsholmen (Skeppsholmsbron) à terra firme, a norte, em Norrmalm, e pela ponte de Kastellholmen (Kastellholmsbron) à pequena ilha de Kastellholmen, a sul.

Pertence ao município de Estocolmo, que faz parte do condado de Estocolmo.

Tem uma área de 2 km², e uma população de 63 habitantes (2022).

Durante 300 anos – do século XVII ao século XX - Skeppsholmen foi o centro da frota naval da Suécia. Datam desse período, vários dos seus atuais edifícios emblemáticos, concebidos por famosos arquitetos dessa época. Nas décadas de 1950 e 1960, a ilha perdeu as suas funções militares, e esses edifícios passaram a albergar museus, escolas e instituições culturais.

## Património turístico
Alguns pontos turísticos mais procurados atualmente são:

- Igreja de Skeppsholmen (Skeppsholmskyrkan; século XIX)
- Casa do Almirantado (Amiralitetshuset; século XVII)
- Museu de Arte Moderna (Moderna Museet)
- Museu de Antiguidades da Ásia Oriental (Östasiatiska museet)
- Centro de Arquitetura e Design (Arkitektur- och designcentrum)
- Salão de exposições Bergrummet (Skeppsholmens bergrum)
- Escola Superior de Belas Artes (Kungliga Konsthögskolan)
- af Chapman (antigo navio-escola, atualmente albergue juvenil, atracado no lado ocidental da ilha)

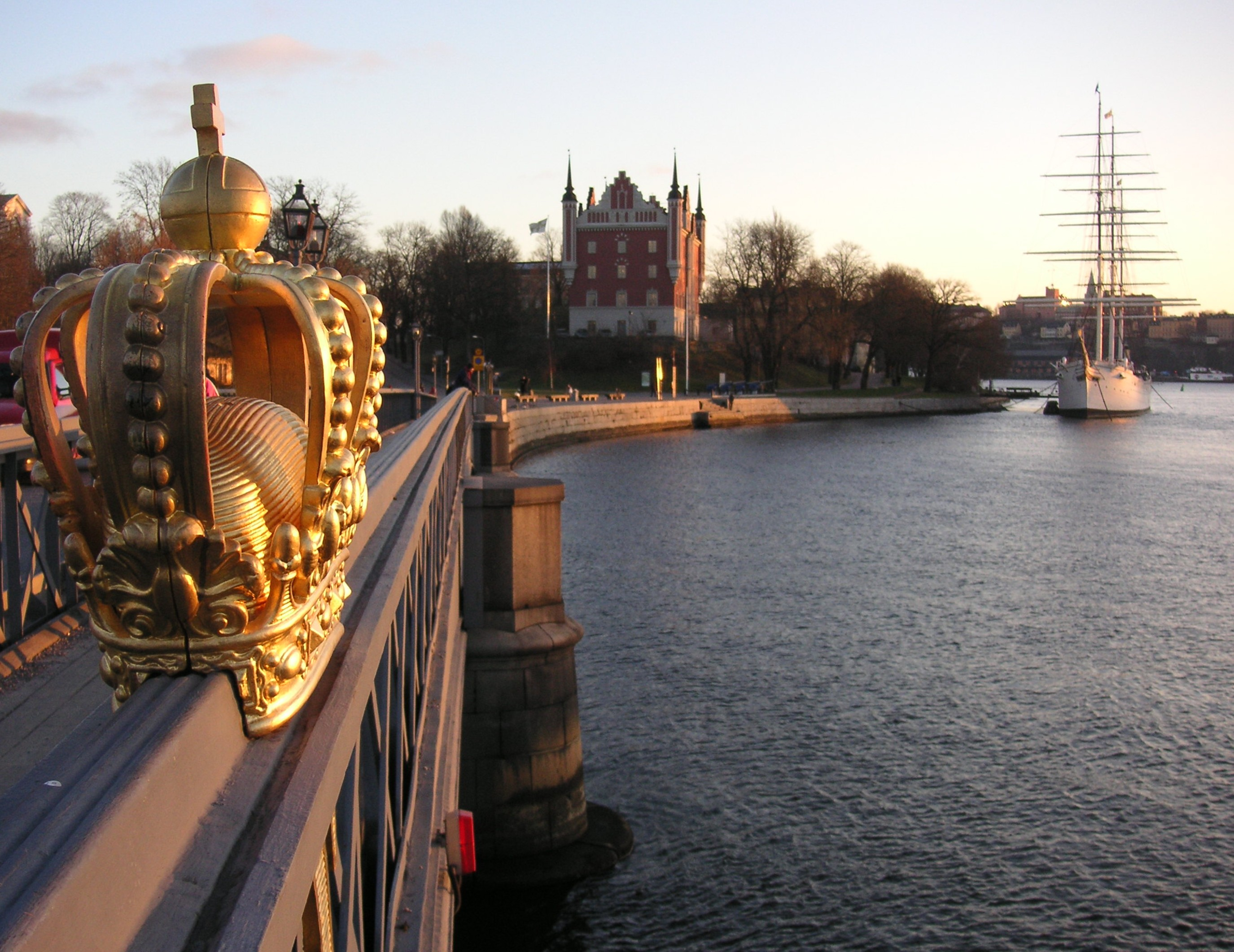
A ponte Skepsholmsbron, a Casa do Almirantado e o navio af Chapman
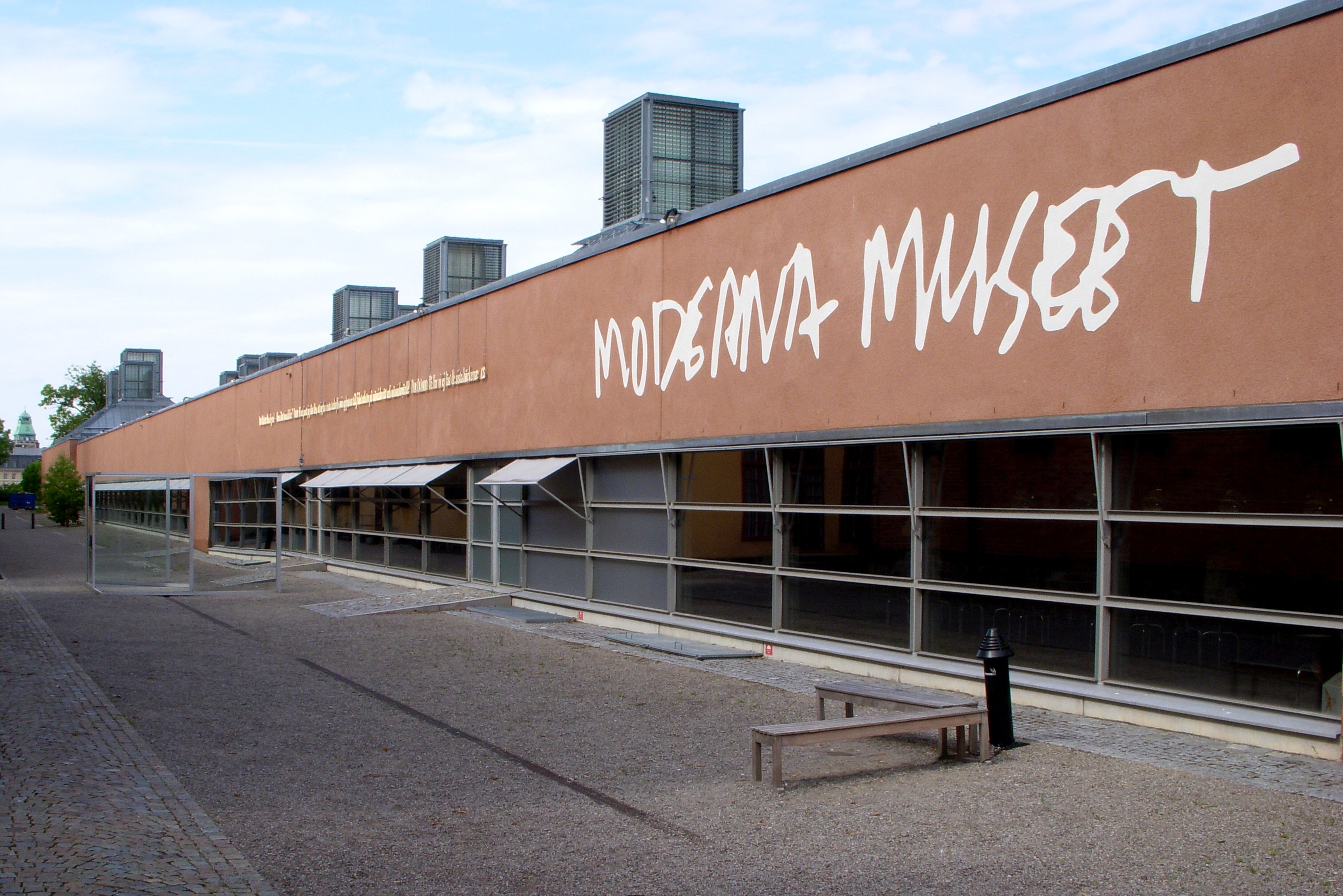
Museu de Arte Moderna
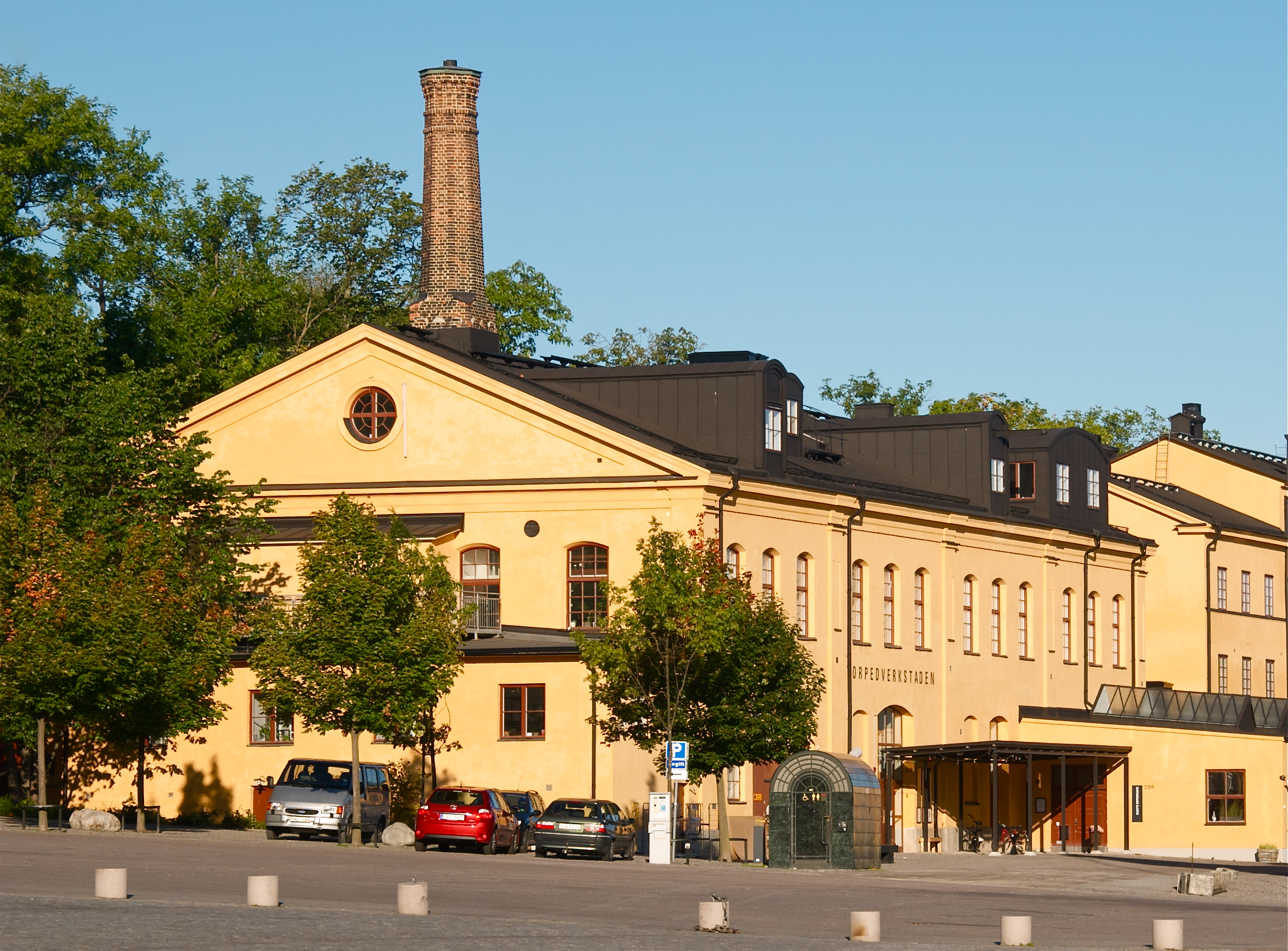
Teatro de Dança Moderna
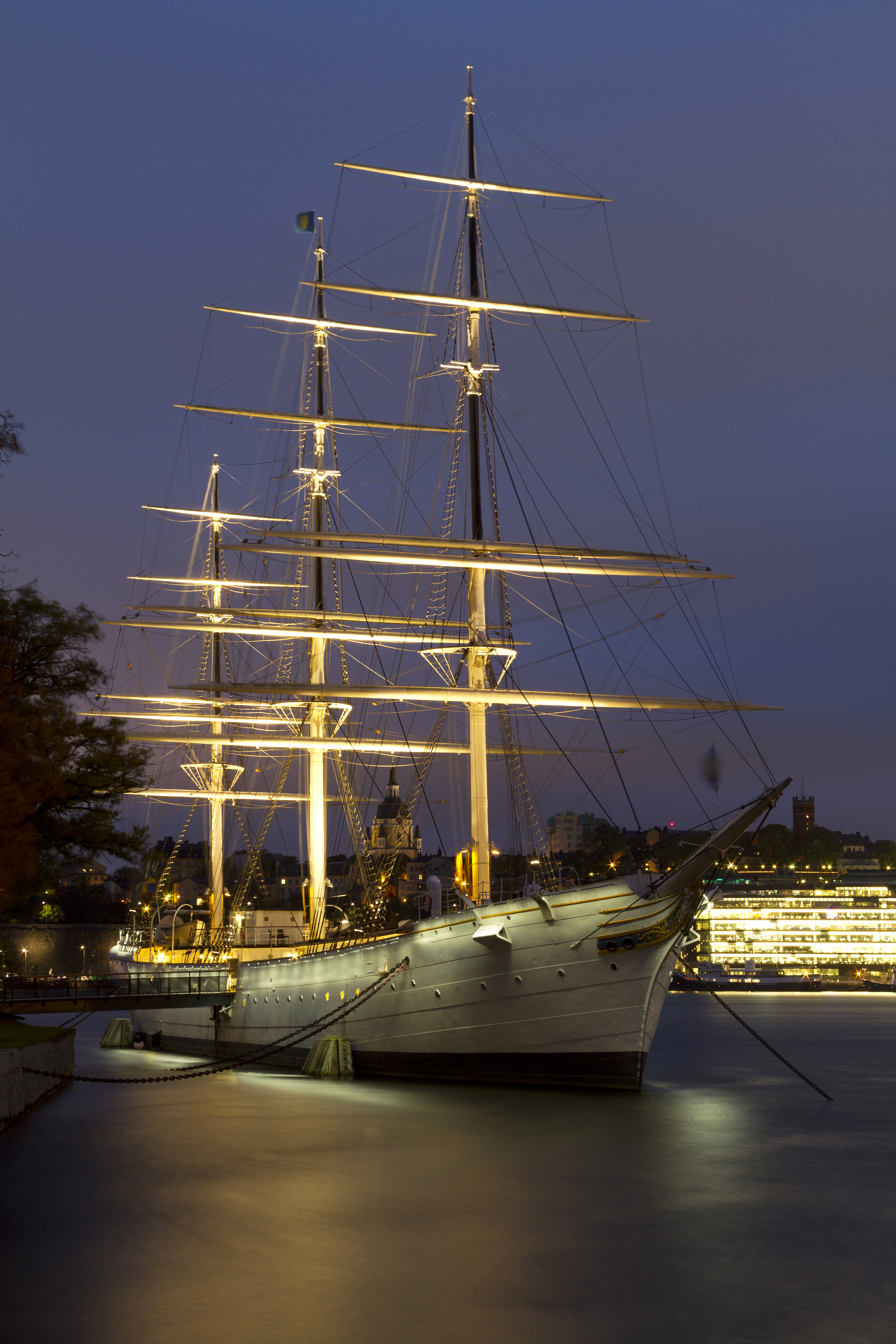
O navio af Chapman
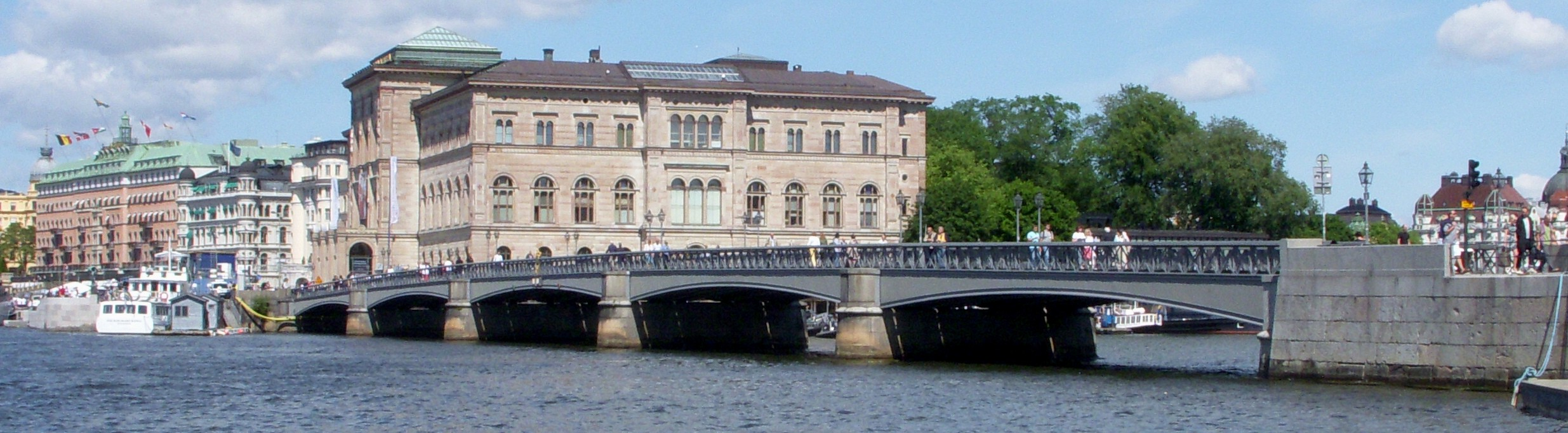
Ponte de Skeppsholmen